# Heinz Chez
Georg Michael Welzel, más conocido como Heinz Chez o Ches (Cottbus, 1944-Tarragona, 2 de marzo de 1974), fue uno de los dos últimos «agarrotados» (es decir, ajusticiados por garrote vil) por el régimen franquista, junto con el anarquista español Salvador Puig Antich.

## Biografía

### De la RDA a España
Nacido en el este de Alemania, que tras la Segunda Guerra Mundial formaría parte de la República Democrática Alemana, Welzel intentó fugarse del país tres veces (1964, 1967 y 1970), según los datos de los archivos de la Stasi (la policía política del Ministerio de Seguridad del Estado); al fracasar en sus tres intentos, pasó buena parte de su juventud en prisión. Finalmente fue liberado y cruzó el Telón de Acero el 16 de mayo de 1972, a Berlín Occidental. Unos meses más tarde, el 12 de diciembre de 1972, Welzel entró en España por la frontera de Portbou (Gerona) con un pasaporte burdamente falsificado a nombre de Klaus Hermann Rudolf Sackman.

### Detención
Una semana después de su entrada en España, el 19 de diciembre de 1972, Welzel asesinó a un agente de la Guardia Civil en Hospitalet del Infante (Tarragona). Aquel día había ido a parar al bar del camping Cala d'Oques, en dicha ciudad. Portaba una escopeta que había robado unos días antes en el chalet de un viticultor alemán; lo atendió una de las dos camareras holandesas que trabajaban en el bar, sin que le sorprendiera el arma que llevaba, ya que era temporada de caza. Minutos después entró en el local, como cada día, el guardia civil Antonio Torralbo. A los pocos segundos, Welzel, sin móvil aparente, le disparó matándolo. La camarera escapó y dio aviso; entre tanto Welzel ocultó el cadáver, pero dejando un gran rastro de sangre y abundantes huellas. Al llegar la Guardia Civil ya había desaparecido.
En plena huida se deshizo del arma y, al día siguiente, fue detenido en la estación de tren de Ametlla de Mar (Tarragona). En el momento de la detención declaró haber nacido en Stettin (Polonia) en 1939 y llamarse Heinz Ches. No le fue difícil construir aquella falsa identidad (su padre se llamaba Karl-Heinz, el apellido de soltera de su madre era Ches y su abuelo materno era de Silesia, hoy Polonia). Su verdadera identidad se averiguó rápidamente durante la investigación policial del homicidio, a través de la Interpol, que remitió un informe donde se revelaba, y que figura unido a la instrucción. Sin embargo, por causas no aclaradas, la identificación y el informe fueron ocultados (al menos a su abogado, a la prensa y a la opinión pública) y se mantuvo intencionada e indefinidamente la falsa identidad de Heinz Ches, apátrida y sin familia.
Welzel también fue acusado del intento de asesinato de otro guardia civil, Jesús Martínez, en el puerto de Barcelona seis días antes, aunque él nunca lo reconociera. Según algunos testigos fue visto en un bar del puerto al atardecer del 13 de diciembre y, al salir del local, habría disparado con una pistola de pequeño calibre al agente que vigilaba la zona y que quedó herido grave, aunque sobrevivió.

### Condena y ejecución
El 7 de septiembre de 1973, Welzel, tras ser juzgado en un consejo de guerra militar, fue condenado a muerte. El 2 de marzo de 1974 a las 9:30 h fue ejecutado por el método del garrote vil en la prisión de Tarragona a manos del verdugo José Monero Renomo (quien nunca anteriormente había sido verdugo ni había utilizado el garrote vil). En paralelo, Salvador Puig Antich (condenado a muerte por el asesinato del policía Francisco Anguas Barragán, poco después del atentado contra el presidente del Gobierno Carrero Blanco) falleció diez minutos más tarde al ser ejecutado por el mismo método.
La muerte por garrote vil se practicaba durante el franquismo, además del fusilamiento, como un método de ejecución. El prisionero era sentado atado a un poste o una silla donde se le colocaba una argolla alrededor del cuello, mientras que por atrás, a la altura del cuello había un orificio por el que sobresalía un grueso tornillo, que el verdugo giraba con la intención de romperle el cuello. En el mejor de los casos, la víctima moría rápidamente. Sin embargo, el verdugo de Welzel nunca antes había llevado a cabo una ejecución y no sabía que el aparato se debía acoplar a un poste para alcanzar la presión necesaria sobre el cuello, por lo que Welzel tardó unos 25 minutos en morir.
En los días siguientes, en la prensa española apareció la foto de Welzel junto a la de Puig Antich (siendo la más notable la publicada en la portada del semanario de sucesos El Caso); burdamente retocada, le daba un falso aire siniestro, un porte de maleante que contrasta con el aspecto más bien asustado que mostraba en la fotografía original tomada tras su detención.
Debido a que ningún familiar, ni el Gobierno de ningún país, ni una autoridad nacional o extranjera de ningún tipo reclamaron su cuerpo, este terminó siendo enterrado en una fosa común en el cementerio de Tarragona.

## Investigación posterior
A comienzos del siglo XXI, treinta años después de los hechos, la personalidad de Heinz Chez fue objeto de una profunda investigación realizada por el periodista Raúl Riebenbauer en su libro El silencio de Georg (2005).
Riebenbauer supo de la historia de Ches diez años antes, leyendo el libro Verdugos y torturadores, de Juan Eslava Galán, y vio por primera vez su imagen en la portada del diario El Caso del 9 de marzo de 1974: «Quedé atrapado por aquella mirada», ha declarado Riebenbauer en más de una ocasión. Según él, Welzel fue un hombre obsesionado por la libertad, ingresado en prisión tres veces por intentar huir de la Alemania del Este y que tras su liberación «llegó al país equivocado en el peor momento». 
Riebenbauer averiguó el verdadero nombre del ajusticiado, su origen y la existencia de una familia alemana que aún confiaba en la aparición de Welzel. La investigación no fue fácil porque hasta 1995 los militares negaron el acceso al sumario y Riebenbauer hubo de presentar una demanda civil para acceder a esta documentación. Esta investigación concluyó que Chez se llamaba en realidad Georg Michael Welzel y que había nacido en Cottbus, cerca de Berlín y a 30 kilómetros de la actual frontera polaca, dentro de los límites de la que entonces era la República Democrática Alemana.

## Cultura popular
El 7 de noviembre de 1977 la compañía teatral Els Joglars estrenó en Barbastro La torna, una obra teatral que recreaba sarcásticamente los últimos días de Heinz Chez. El 2 de diciembre del mismo año, dos días después de estrenarse en el teatro Bartrina de Reus (Tarragona), la autoridad militar prohibió la obra, y su director, Albert Boadella, fue detenido y encarcelado, iniciándose inmediatamente un consejo de guerra contra varios miembros de la compañía.
Con la historia recuperada casi en su totalidad, la productora valenciana Malvarrosa Mitjana realizó, durante el año 2004 y con el director valenciano Joan Dolç, el rodaje de la película documental titulada La muerte de nadie (el enigma de Heinz Chez), en la que se detalló  la vida y la verdadera identidad de este hombre.